# 钩状石斛
钩状石斛（学名：Dendrobium aduncum），为兰科石斛属下的一个植物种。